# Das Flötenkonzert Friedrich des Großen in Sanssouci
Das Flötenkonzert Friedrich des Großen in Sanssouci (Il concerto per flauto di Federico il Grande a Sanssouci) è un quadro dipinto dal 1850 al 1852 dal pittore tedesco Adolph von Menzel (1815-1905). Il quadro si trova a Berlino, presso l'Alte Nationalgalerie.
Dal 1849, Menzel diventò un esperto di Federico II, dedicandogli una serie di quadri, che illustrano alcune scene della vita del re di cui uno dei più famosi è Il concerto per flauto.

## Descrizione del quadro
Al centro: Federico il Grande. A destra: Johann Joachim Quantz, insegnante di flauto del re; alla sua sinistra, con il violino in abito scuro, František Benda; a sinistra, in primo piano, Gustav Adolf von Gotter; dietro di lui, Jakob Friedrich Freiherr von Bielfeld; dietro, che guarda in alto, Pierre-Louis Moreau de Maupertuis; sullo sfondo, sul divano rosa: Guglielmina di Prussia; alla sua destra, Anna Amalia di Prussia con una dama di corte; dietro di loro: Carl Heinrich Graun; la vecchia signora, dietro il leggio, è Sofia Carolina, contessa di Camas; dietro di lei, Egmont von Chasôt; al clavicembalo, Carl Philipp Emanuel Bach.